# Birthday (Red Velvetの曲)
「Birthday」（バースデー）は、Red Velvetの楽曲である。2022年11月28日にSM Entertainmentから発売された『The ReVe Festival 2022 - Birthday』の表題曲で、同作からのリード・シングルとしても発売された。韓国のサークルデジタルチャートでは最高位23位を記録したほか、MBC MUSIC『SHOW CHAMPION』で2週連続で第1位を獲得した。

## リリース・曲の構成
2022年11月7日、11月28日にミニ・アルバム『The ReVe Festival 2022 - Birthday』を発売することと、タイトル曲が「Birthday」であることを発表。タイトル曲となった本作は、ミニ・アルバムからのリード・シングルとして同時発売された。
「Birthday」はトラップビートをベースとしたダンス・ポップ調の楽曲で、ジョージ・ガーシュウィンの「ラプソディ・イン・ブルー」をサンプリングして使用している。歌詞には好きな相手の誕生日に戻って、想像していたすべての願いを叶え、忘れられない1日をプレゼントするという内容が盛り込まれているほか、Red Velvetがこれまでに発表した楽曲を連想させるキーワードも含まれている。キーはB♭マイナーで、テンポは150BPM。

## プロモーション
2022年11月28日に「Birthday」のミュージック・ビデオが公開された。監督はキム・ヒョンス。ミュージック・ビデオは、Red Velvetのメンバーが誕生日を成功させるために奮闘するというストーリーになっていて、映像ではビビットカラーや複数のアニメーション効果が使用されている。このミュージック・ビデオは、2022年12月2日から8日の間で再生回数1810万回を記録し、K-POP専用チャートショー「K-POP Rader」のウィークリーファンダムチャートで第1位を獲得した。12月6日にはパフォーマンスビデオが公開された。
「Birthday」は、以下の音楽番組で披露された。
| 放送日         | 放送局  | 番組名             | 注     |
| -------------- | ------- | ------------------ | ------ |
| 2022年12月2日  | KBS 2TV | ミュージックバンク | [ 14 ] |
| 2022年12月9日  | KBS 2TV | ミュージックバンク | [ 15 ] |
| 2022年12月3日  | MBC     | ショー!K-POPの中心 | [ 16 ] |
| 2022年12月10日 | MBC     | ショー!K-POPの中心 | [ 17 ] |
| 2022年12月4日  | SBS     | SBS人気歌謡        | [ 18 ] |
| 2022年12月11日 | SBS     | SBS人気歌謡        | [ 19 ] |

また、MBC MUSIC『SHOW CHAMPION』では、2022年12月7日放送回と12月14日放送回の2週連続で第1位を獲得した。

## クレジット
※出典
- SM Entertainment – エグゼクティブ・プロデューサー
- イ・スマン – プロデューサー
- イ・ソンス – プロダクション・ディレクター、エグゼクティブ・スーパーバイザー
- タク・ヨンジュン – エグゼクティブ・スーパーバイザー
- ユ・ヨンジン – ミュージック・スーパーバイザー、サウンド・スーパーバイザー
- Red Velvet（アイリーン、スルギ、ウェンディ、ジョイ、イェリ） – ボーカル、バックグラウンド・ボーカル
- EJAE – バックグラウンド・ボーカル、作曲
- キム・ミンジ – 作詞
- KOLE – 作曲
- アイザック・ハン – 作曲、編曲
- アーロン・キム – 作曲、編曲
- GHOSTCHILD LTD – 作曲、編曲
- Loosen Door – 作曲、編曲
- minGtion – ボーカルディレクション
- イ・ミンギュ – レコーディング
- ノ・ミンジ – レコーディング
- カン・ウンジ – レコーディング
- キム・チュルスン – ミキシング
- イ・ジホン – デジタル編集
- クォン・ナムウ – マスタリング

## チャート成績

### 週間チャート
| チャート (2022年)             | 最高位 |
| ----------------------------- | ------ |
| 韓国 (Circle BGM Chart)       | 88     |
| 韓国 (Circle Digital Chart)   | 23     |
| 韓国 (Circle Download Chart)  | 6      |
| 韓国 (Circle Streaming Chart) | 43     |
| South Korea Songs (Billboard) | 14     |

### 月間チャート
| チャート (2022年)           | 最高位 |
| --------------------------- | ------ |
| 韓国 (Circle Digital Chart) | 74     |